# 天府広場駅
天府広場駅（てんふひろば-えき）は中華人民共和国四川省成都市青羊区にある成都軌道交通1号線及び2号線の駅。

## 沿革
- 2010年9月27日：1号線の駅として開業[2]。
- 2012年9月16日：2号線の開業により乗換駅となる[3]。

## 駅構造
地上面積4万平方メートル、建築面積は約10万平方メートル程度で、地下4階構造、最深部は地下28メートルに達する。総投資額は6億元。そのうち、地下1階には2.1万平方メートルの商業エリアがあり、地下2階には380台の自動車を収容できる駐車場が存在している。

## 駅周辺
- 成都博物館（中国語版）
- 四川科技館（中国語版）
- 四川大劇院（中国語版）
- 四川省図書館（中国語版）

## 隣の駅
成都軌道交通
■1号線
騾馬市駅 - 天府広場駅 - 錦江賓館駅
■2号線
人民公園駅 - 天府広場駅 - 春熙路駅